# Boissy-lès-Perche
Boissy-lès-Perche ist eine französische Gemeinde mit 495 Einwohnern (Stand: 1. Januar 2022) im Département Eure-et-Loir in der Region Centre-Val de Loire; sie gehört zum Arrondissement Dreux und zum Kanton Saint-Lubin-des-Joncherets. 

## Geographie
Boissy-lès-Perche liegt etwa 55 Kilometer nordwestlich von Chartres am Fluss Buternay, an der südöstlichen Gemeindegrenze verläuft sein Zufluss Lamblore. Umgeben wird Boissy-lès-Perche von den Nachbargemeinden Verneuil d’Avre et d’Iton im Norden, Rueil-la-Gadelière im Nordosten und Osten, Beauche im Osten, Morvilliers im Südosten, Lamblore im Süden, La Chapelle-Fortin im Südwesten, Rohaire im Westen sowie Saint-Victor-sur-Avre im Nordwesten.

## Bevölkerungsentwicklung
| Jahr                       | 1962 | 1968 | 1975 | 1982 | 1990 | 1999 | 2006 | 2020 |
| Einwohner                  | 513  | 474  | 418  | 507  | 513  | 534  | 521  | 480  |
| Quellen: Cassini und INSEE |      |      |      |      |      |      |      |      |

## Sehenswürdigkeiten
- Kirche Saint-Pierre aus dem 15./16. Jahrhundert
- früheres Trappistinnenkloster La Cour Pétral

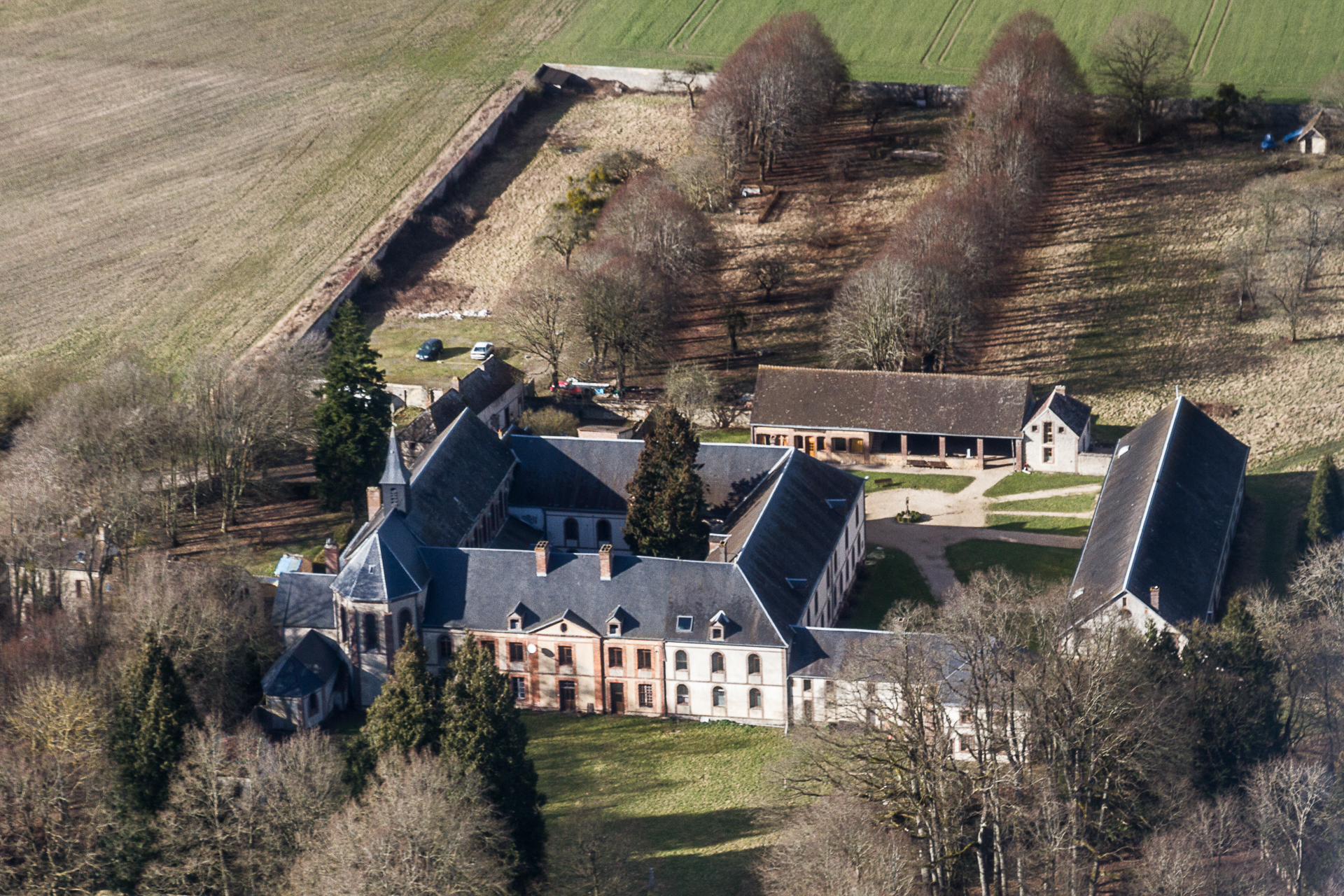
Luftbild von La Cour-Pétral

- Schloss Courangère